# Allen Coage
Vous lisez un « bon article » labellisé en 2017.
Pour les articles homonymes, voir Bad News Brown.
Allen Coage, né le 22 octobre 1943 à New York (États-Unis) et mort le 6 mars 2007 à Calgary (Canada), est un judoka et catcheur américain, connu sous les noms de scène Bad News Allen ou Bad News Brown.
En tant que judoka, il remporte à trois reprises la médaille d'or aux Jeux panaméricains en 1967, et 1975 et le championnat panaméricain en 1968 dans la catégorie des poids lourds (plus de 93 kg) et participe aux Jeux olympiques d'été de Montréal où il obtient la médaille de bronze.
Après les Jeux olympiques, il se reconvertit comme catcheur (lutteur professionnel) et travaille principalement à la New Japan Pro Wrestling et la Stampede Wrestling entre 1977 et 1987, d'abord sous son véritable nom puis sous le nom de Bad News Allen, remportant à quatre reprises le championnat poids lourds d'Amérique du Nord de la Stampede. En 1988, il rejoint la World Wrestling Federation où il prend le nom de Bad News Brown mais ne remporte aucun championnat. Il travaille ensuite dans diverses fédérations avant d’arrêter sa carrière en 1998 et de devenir commentateur pour la Stampede Wrestling. Il meurt d'une crise cardiaque le 6 mars 2007.

## Jeunesse et carrière de judoka
Natif de New York, Allen Coage est un fan de catch et déclare dans une interview qu'un jour, pour avoir infligé un body slam à sa sœur, son père l'a puni en l'empêchant de regarder ce genre d'émission à la télévision. Il obtient, en 1962, son diplôme de fin d'études secondaires au lycée Thomas A. Edison High School, situé dans le Queens, et travaille ensuite dans une boulangerie industrielle, où il évolue jusqu'à devenir contremaître.
Ce n'est qu'à l'âge de 18 ans qu'il commence la pratique du judo. Il s'entraîne quatre jours par semaine pendant trois heures et obtient la ceinture noire troisième dan au bout de deux ans et demi au sein du dojo de Jerome Mackey. Toujours sous l'impulsion de Jerome Mackey, il part au Japon et va étudier le judo à l'université Nihon.
Surnommé par ses adversaires Bad News (« mauvaises nouvelles »), il remporte à six reprises le championnat des États-Unis dans la catégorie des plus de 93 kg en 1966, 1968, 1969, 1970, 1972 et 1975, ainsi que la médaille d'or aux Jeux panaméricains de 1967 et 1975 ainsi que le championnat panaméricain 1968,. Il participe aussi aux championnats du monde de judo en 1969 où l'Allemand de l'Ouest Klaus Glahn l'élimine en huitième de finale. Il progresse dans la hiérarchie mondiale en étant quart de finaliste des championnats du monde en 1971 chez les poids lourds et se classe entre la 5e et la 7e place dans les toutes catégories. Une blessure au genou l'empêche de participer aux Jeux olympiques d'été de 1972 à Munich. En 1976, il participe aux Jeux olympiques d'été à Montréal. Il atteint la demi-finale en éliminant Jaime Felipa puis Klaus Wallas avant de perdre face l'Allemand de l'Ouest Gunther Neureuther,. En petite finale pour la médaille de bronze, il parvient à vaincre le Mongol Gusem Jalaa,. Il déclare, en 2000, qu'il considère sa médaille de bronze comme une déception car il souhaitait alors être champion olympique. Il explique aussi son échec aux Jeux par le fait qu'il travaillait en plus de s'entraîner contrairement aux judokas européens.
En 2008, la Fédération américaine de judo crée un Hall of Fame et Coage est un des premiers membres de ce temple de la renommée.

## Carrière de catcheur

### New Japan Pro Wrestling, passage aux États-Unis dans diverses fédérations et Stampede Wrestling (1977-1988)

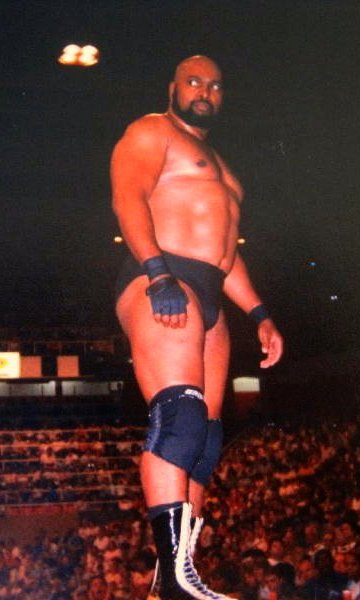
Allen Coage vers la fin des années 1980.

Coage rencontre Antonio Inoki grâce à un ami de son entraîneur de judo. Inoki décide de l'engager à la New Japan Pro Wrestling et le fait venir au Japon pour l'entraîner au dojo, avec Masa Saito comme partenaire d'entraînement. Il dispute son premier match, un Judo jacket match qu'il perd face à Seiji Sakaguchi à la 5e reprise. Il prend ensuite comme nom de ring « Buffalo Allen » et reste au Japon jusqu'en septembre 1978. Et bien qu'il ne remporte aucun tournoi ou championnat, il incarne un « méchant » et commence à être populaire notamment auprès des yakuzas.
En 1979, il retourne aux États-Unis où il travaille principalement à la World Wide Wrestling Federation sous son véritable nom. Vince McMahon, Sr., le promoteur de cette fédération, pense qu'il est trop tôt pour faire de Coage un des catcheurs vedette et lui demande d'être un jobber. La même année, il remporte ses premiers titres à la Hollywood Wrestling, une promotion de Californie affiliée à l'organisation National Wrestling Alliance. Il devient champion par équipe « Americas » de la NWA à trois reprises d'abord avec Leroy Brown du 4 au 31 août puis avec Victor Rivera du 12 au 26 octobre et enfin avec ce dernier du 2 novembre au 15 décembre. C'est aussi dans cette fédération qu'il apprend à faire réagir le public en faisant des interviews.
Coage retourne au Japon en 1980 où il utilise le nom de Bad News Allen et y reste jusqu'en 1982,,.
À l'été 1982, il part au Canada à la Stampede Wrestling sur recommandation de Dynamite Kid et Bret Hart qu'il rencontre au Japon. Il y incarne un « méchant » ou heel bad-ass,,. Il y remporte le championnat poids lourds d'Amérique du Nord de la Stampede le 3 septembre après sa victoire sur Bret Hart. Ce dernier récupère ce titre deux semaines plus tard.
Coage revient au Canada à la mi-mai 1983, et est à nouveau champion d'Amérique du Nord en battant une nouvelle fois Hart le 16 juillet,. Il conserve ce titre jusqu'au 23 décembre quand Archie Gouldie le bat dans un match en cage.
Coage devient une troisième fois champion d'Amérique du Nord, le 30 mars 1984, après sa victoire sur Dynamite Kid. Il perd ce titre le 18 juin à la suite d'une défaite face à Davey Boy Smith. Quatre jours plus tard, Bad News Allen prend sa revanche sur Smith dans un Hair vs. Beard match et lui coupe alors les cheveux,.
Le 25 mai 1985, il combat à Hawaï à la Polynesian Wrestling (également affiliée à la National Wrestling Alliance) où il devient champion poids lourds du Pacifique. Il garde ce titre jusqu'au 3 août et sa défaite face à Lars Anderson,.
Le 12 mai 1986, il remporte pour la quatrième fois le championnat poids lourds d'Amérique du Nord de la Stampede après sa victoire sur Steve DiSalvo et garde ce titre jusqu'au 20 juin où Honky Tonk Wayne met fin à son règne,. Le 16 décembre, il est à la Championship Wrestling from Florida où il devient champion des Bahamas de la NWA Florida, il en devient le dernier champion, ce titre étant retiré en 1987.
Il reste en Floride début 1987 où il devient champion poids lourds de Floride de la NWA le 20 janvier 1987 après sa victoire sur Ron Simmons. Onze jours plus tard, il remporte le titre de champion poids lourds de Floride (en), et le perd le 18 février face à Kevin Sullivan,. Il perd le titre de champion poids lourds de Floride le 24 février face à Oliver Humperdink (en).

### World Wrestling Federation (1988-1990)

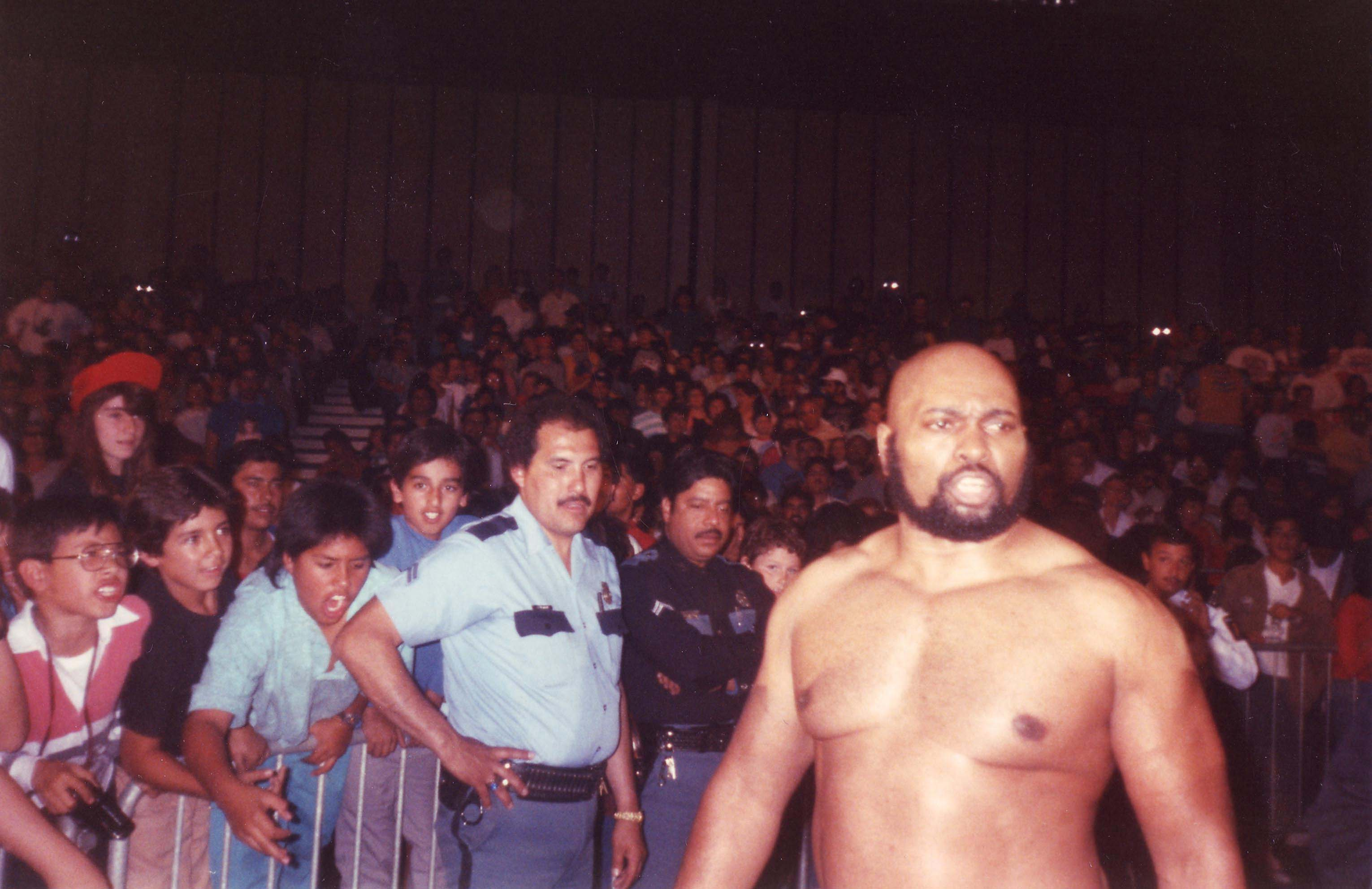
Bad News Brown entrant sur le ring (1989).

Coage commence à travailler pour la World Wrestling Federation (WWF) début 1988 et utilise Bad News Brown comme nom de ring. Il remporte son premier match télévisé le 30 janvier face à Brady Boone. Le 27 mars au cours de WrestleMania IV, il gagne une bataille royale en éliminant Bret Hart en dernier. Les deux hommes s'affrontent le 25 avril au Madison Square Garden et leur match se conclut sans vainqueur après avoir atteint la limite de temps. Ils s'affrontent à nouveau le 31 juillet au cours du WrestleFest où Brown remporte le match. Le 29 août au cours de SummerSlam, il bat Ken Patera. Le 24 novembre au cours des Survivor Series, il trahit son équipe (Danny Davis, Greg Valentine, Ron Bass et The Honky Tonk Man) après que Valentine le frappe involontairement. Brown quitte alors le ring et se fait éliminer par décompte à l'extérieur dans ce match à élimination les opposant à Brutus Beefcake, Jim Brunzell, Sam Houston, Blue Blazer et l'Ultimate Warrior.
Le 30 décembre, il affronte Randy Savage pour le championnat du monde poids lourds de la WWF ; ce dernier sort vainqueur de ce match et conserve son titre. Les deux hommes s'affrontent à nouveau en janvier 1989 dans un Harlem street fight match, une variante de match sans disqualification, où Savage conserve à nouveau son titre. La veille au cours du Royal Rumble, il se fait éliminer par Hulk Hogan du Royal Rumble match. Le 11 mars, il déclare que Miss Elizabeth a une aventure avec Jack Tunney, le président de la WWF à l'écran, afin d'avoir un autre match face à Savage, c'est cependant Hogan qu'il affronte et ce dernier remporte le match. Le 2 avril, au cours de WrestleMania V, il affronte Jim Duggan et leur combat se termine par une double disqualification. Le 23 novembre au cours des Survivor Series, il remplace Akeem dans l'équipe du Big Bossman avec Rick Martel et le Honky Tonk Man et abandonne son équipe dans leur match par élimination face à Dusty Rhodes, Brutus Beefcake, Red Rooster et Tito Santana.
Le 21 janvier 1990, Roddy Piper l'élimine du Royal Rumble match, frustré par cela Brown intervient en faisant tomber Piper puis les deux hommes se battent aux abords du ring. Les deux hommes s'affrontent le 1er avril à WrestleMania VI où Piper arrive avec le corps à moitié recouvert de peinture noire pour se moquer de son rival et les deux hommes sont tous les deux éliminés par décompte extérieur pendant qu'ils se bagarrent aux abords du ring,. Il se plaint du montant de son cachet qui est de 10 000 dollars alors que son adversaire perçoit une somme cinq fois plus importante. Le 27 août à SummerSlam, il perd par disqualification face à Jake Roberts ; quelques semaines plus tard la WWF met en scène son départ dans un segment où Jack Tunney le renvoie. La raison du départ de Coage est lié à des problèmes fiscaux, il déclare à ce propos, bien des années après : « Je gagnais beaucoup d'argent, mais je devais payer l'impôt sur le revenu dans deux pays différents et me battre avec Vince (McMahon) tout le temps pour avoir ce qui m'est dû. »,.

### New Japan Pro Wrestling, diverses fédérations puis retraite (1992-1998)
Après son départ de la World Wrestling Federation, il retourne à la New Japan Pro Wrestling d'octobre 1990 jusqu'en mai 1992,,. Il fait également des apparitions aux États-Unis et participe, le 26 juillet 1991, au tournoi désignant les champions du monde par équipe de la Global Wrestling Federation (GWF). Associé à Big Bully Busick, ils atteignent les demi-finales du tournoi face à Chris et Mark Youngblood mais se font disqualifier. Les 9 août et 10 août, il tente de remporter le tournoi pour désigner le premier champion d'Amérique du Nord de la GWF, mais se fait éliminer en demi-finale par Austin Idol (en).
En 1993, il retourne au Japon à l'Union of Wrestling Forces International et à partir de 1994, il lutte dans diverses fédérations du Canada et des États-Unis,,,,. Le 29 janvier 1998, il bat The Jackyl pour devenir champion poids lourds de l'International Wrestling Alliance, une fédération canadienne, et rend son titre en cours d'année.
En octobre 1999, il devient commentateur pour la Stampede Wrestling et officie aussi en coulisses en tant qu'entraîneur pour former Yuvraj Dhesi qui se fait connaître sous les noms de Raj Singh puis de Jinder Mahal,.
Il entraine aussi le combattant d'arts martiaux mixtes Krzysztof Soszynski à qui il enseigne le ju-jitsu ainsi que des prises de soumission comme les clés de bras ainsi que la Kimura.

## Vie privée
Coage rencontre sa future épouse Helen après avoir raté un bus pour aller à un spectacle de la Stampede Wrestling. Ils s'installent à Calgary où ils ont neuf enfants.
Après la fermeture de la Stampede Wrestling, il trouve un emploi d'agent de sécurité dans un centre commercial d'Airdrie, puis devient entraîneur de lutte.

## Mort
Le 6 mars 2007, Coage meurt d'une crise cardiaque à l'âge de 63 ans. Plusieurs catcheurs, principalement des Canadiens, se rendent à ses funérailles : Lance Storm, Don Callis et plusieurs membres de la famille Hart.

## Style de catch
Coage lutte comme un bagarreur ou brawler c'est-à-dire qu'il a plus tendance à frapper ses adversaires avec ses poings ou ses pieds que d'effectuer des prises de catch. Son personnage de Bad News Allen / Brown est différent des autres heel puisqu'il botte les fesses de ses ennemis au lieu de tricher. Il est même en avance sur son époque puisque ses conflits avec Jack Tunney rappellent la rivalité entre Stone Cold Steve Austin et Vince McMahon à la fin des années 1990. Son principal point faible selon Bret Hart est sa « psychologie » c'est-à-dire sa façon d'interagir avec le public durant un combat.

## Palmarès

### Judo
- Championnat des États-Unis
  -  dans la catégorie des plus de 93 kg (1966, 1968, 1969, 1970, 1975)
  -  toutes catégories en 1970
  -  toutes catégories en 1975
  -  dans la catégorie des plus de 93 kg (1972)
- Jeux panaméricains
  -  dans la catégorie des plus de 93 kg (1967 et 1975)
- Championnat panaméricain
  -  dans la catégorie des plus de 93 kg (1968)
- Jeux olympiques d'été
  -  dans la catégorie des plus de 93 kg à Montréal en 1976

### Catch
- Championship Wrestling from Florida
  - 1 fois champion des Bahamas des la NWA Florida[33]
  - 1 fois champion poids lourds du Sud de la NWA(version Florida)[35]
  - 1 fois champion poids lourds de Floride de la NWA[71]
- International Wrestling Alliance (IWA)
  - 1 fois champion poids lourds de l'IWA[72]
- National Wrestling Alliance (NWA) Hollywood Wrestling
  - 3 fois champion par équipe Americas de la NWA (avec Leroy Brown puis 2 fois avec Victor Rivera)[16]
- National Wrestling Alliance (NWA) Polynesian Wrestling
  - 1 fois champion poids lourds du Pacifique de la NWA Polynesian[29]
- Stampede Wrestling
  - 4 fois champion poids lourds d'Amérique du Nord de la Stampede[73]

## Récompenses des magazines
- Pro Wrestling Illustrated

| Année | 1991 | 1992 |
| ----- | ---- | ---- |
| Rang  | 99   | 186  |